# Sirozythia rosea
Sirozythia rosea är en svampart som beskrevs av Höhn. 1904. Sirozythia rosea ingår i släktet Sirozythia, divisionen sporsäcksvampar och riket svampar.   Inga underarter finns listade i Catalogue of Life.